# Министерство транспорта и связи Эфиопии
Министерство транспорта и связи Эфиопии — правительственное ведомство Эфиопии, ответственное за надзор за сектором транспорта. Ранее было известно как Министерство транспорта Эфиопии. Штаб-квартира располагается в Аддис-Абебе. Действующий министр с 20 января 2023 года — Алему Симе.

## История
Современная форма министерства впервые возникла при режиме императора Менелика II. После того, как вторгшаяся итальянская армия была изгнана из Эфиопии, в соответствии с Постановлением № 1/1953, обнародованным для определения полномочий и обязанностей министерств, было создано управление, известное как Министерство работ и связи, которое возглавило службу транспорта и связи.
Просуществовав до 1966 года, сектор связи был выделен из состава этого Министерства Приказом № 46/1966 и реорганизован в Министерство связи. В 1970 году было создано Министерство связи, телекоммуникаций и почты для централизованного надзора за услугами транспорта и связи. Затем в 1974 году название было изменено на «Министерство связи и почты», а в 1976-м его снова переименовали в «Министерство транспорта и связи». Министерство объединилось с сектором строительства и энергетики и в 2001 году Постановлением № 256/2001 было названо «Министерством инфраструктуры». Название «Министерство транспорта и связи» было возвращено Постановлением № 471/2005.

## Структура
Осуществляет надзор и координацию деятельности одиннадцати учреждений:
- Ethio-Djibouti Railways[англ.];
- Ethiopian Airports Enterprise;
- Ethiopian Airlines;
- Управление гражданской авиации Эфиопии[англ.];
- Управление автомобильного транспорта Эфиопии[англ.];
- Ethiopian Railways Corporation[англ.];
- Администрация сухих портов;
- Управление по морским делам;
- Дорожное управление Эфиопии;
- Офис Агентства Дорожного фонда;
- Офис Страхового фонда.

## Функции
- Инициирует политику и законы, готовит планы и бюджеты, а после утверждения реализует их;
- Обеспечивает соблюдение федеральных законов;
- Проводит исследования и разработки, собирает, компилирует и распространяет информацию;
- Оказывает помощь и консультации региональным штатам по мере необходимости;
- Заключает контракты и международные соглашения в соответствии с законом;
- Руководит и координирует работу исполнительных органов, подотчётных ему; рассматривает их организационные структуры, рабочие программы и бюджеты и утверждает их представление соответствующим государственным органам;
- Контролирует государственные предприятия, подотчётные ему, и обеспечивает их взаимодействие;
- Представляет периодические отчёты о результатах деятельности премьер-министру и Совету министров;
- Содействует расширению транспортных услуг;
- Обеспечивает предоставление транспортных услуг, его соответствие стратегии развития страны и справедливое региональное распределение;
- Формирует и внедряет нормативно-правовую базу для обеспечения предоставления надежных и разумных транспортных услуг;
- Регулирует морские и транзитные услуги;
- Обеспечивает деятельность железных дорог Эфиопия-Джибути в соответствии с соглашением между двумя странами;
- Следит за строительством, модернизацией и обслуживанием транспортной инфраструктуры[2][3].